# Scaposophroniella flavomarmorata
Scaposophroniella flavomarmorata är en skalbaggsart som beskrevs av Stefan von Breuning 1956. Scaposophroniella flavomarmorata ingår i släktet Scaposophroniella och familjen långhorningar. Inga underarter finns listade i Catalogue of Life.